# حركة اليد العاملة
حركة اليد العاملة مفهوم يصف حالة المرور من قطاع وظيفي لآخر (حركة قطاعية أو مهنية)، ويعني أيضا هجرة العاملين من منطقة استخدام لأخرى (حركة جغرافية). كثير ما ترتبط حركة اليد العاملة بانتقال السكان، حيث يمثل النزوح الريفي حركة جغرافية يصاحبها انتقال من مهن الزراعة، والحرف اليدوية أو الرعي إلى مهن تجارية وصناعية، أو مهن قطاع الخدمات في المدن. بحسب منظمة العمل الدولية تعتبر المنطقة العربية أحد وجهات هجرة العمال الرئيسية في العالم، حيث وصل عدد المهاجرين الدوليين فيها في عام 2015 إلى 32 مليون مهاجر.

## هجرة العمال في العالم العربي
في عام 2013 استقبلت الدول العربية 17.8 مليون مهاجر، معظمهم من آسيا وأفريقيا. وفي دول الخليج يمثل العمال المهاجرون أكثر من نسبة 10% من عدد المهاجرين عالميا، ويشكلون أكثر من 95% من القوى العاملة في قطاعي البناء والعمل المنزلي.